# Schönberg am Kamp
Schönberg am Kamp é um município da Áustria localizado no distrito de Krems-Land, no estado de Baixa Áustria.